# Agiulf
Agiulf (en galicien, Aguiulfo) devient roi des Suèves en 456.

## Biographie
Il règne sur la partie sud du royaume, alors que Framta règne sur le nord. Agiulf doit son trône à Théodoric II, roi wisigoth, qui le nomme après la défaite de Rechiaire en 456. Il est assassiné en juin 457 par Maldras, qui prend sa place.

### Sources
- (en) Cet article est partiellement ou en totalité issu de l’article de Wikipédia en anglais intitulé « Aioulf » (voir la liste des auteurs).